# HD 119921
HD 119921 är en ensam stjärna belägen i den norra delen av stjärnbilden Kentauren som också har Bayer-beteckningen z Centauri. Den har en skenbar magnitud av ca 5,15 och är svagt synlig för blotta ögat där ljusföroreningar ej förekommer. Baserat på parallax enligt Gaia Data Release 2 på ca 7,8 mas, beräknas den befinna sig på ett avstånd på ca 420 ljusår (ca 128 parsek) från solen. Den rör sig närmare solen med en heliocentrisk radialhastighet på ca -10 km/s. Stjärnans skenbara magnitud minskas med 0,15 enheter genom fördunkling på grund av interstellärt stoft.

## Egenskaper
HD 119921 är en vit till blå stjärna i huvudserien av spektralklass A0 V, även om Gray & Garrison (1987) har klassificerat den som B9.5 III-n, en mera utvecklad jättestjärna. Den har en radie som är ca 4 solradier och har ca 125 gånger solens utstrålning av energi från dess fotosfär vid en effektiv temperatur av ca 8 800 K.
HD 119921 bildar tillsammans med en svag stjärna av magnitud 12,50 en visuell vid dubbelstjärna, som låg med en vinkelseparation av 27,20 bågsekunder år 2010.
År 1983 rapporterade Molaro et al. närvaro av superjoniserade element (trippeljoniserat kol och kisel) i det ultravioletta spektrumet av HD 119921. Dessa avvikande drag upptäcks normalt inte för en stjärna i detta temperaturområde. I stället kan dessa blåförskjutna absorptionslinjer ha sitt ursprung i det lokala interstellära mediet.